# Bandiera della Croazia
La bandiera della Croazia consiste di tre bande orizzontali di uguale dimensione, nei colori panslavi rosso, bianco e blu che compaiono, disposti in diverso ordine, anche sulle bandiere di altre repubbliche dell'ex-Jugoslavia. Al centro della bandiera è presente lo stemma croato: uno scudo a scacchi rossi e bianchi debordante la fascia bianca, con il primo scacco rosso, sormontato da una corona costituita da 5 scudetti in rappresentanza delle 5 grandi suddivisioni della Croazia: Croazia antica (regione di Zagabria), Ragusa, Dalmazia, Istria e Slavonia.
Il tricolore rosso-bianco-blu è stato usato per la bandiera croata fin dal 1948. Quando la Croazia era parte della Jugoslavia, il tricolore era lo stesso, ma aveva una stella rossa a cinque punte al posto dello stemma. La bandiera ha acquisito la sua foggia odierna il 21 dicembre 1990, sostituendo la precedente bandiera della Repubblica Popolare di Croazia (Narodna Republika Hrvatska 1945-1963) e Repubblica Socialista di Croazia (Socijalistička Republika Hrvatska 1963-1990), identica come disposizione dei colori e proporzioni ma caricata al centro di una stella rossa bordata in oro, usata come simbolo del comunismo e socialismo.

## Nomi della bandiera
La bandiera della Croazia viene chiamata con vari nomignoli. Essa è denominata Tri boje (i tre colori) o Trobojnica (tricolore), usualmente specificando il loro ordine rosso-bianco-azzurro, in contrapposizione a quello jugoslavo o serbo.

## Bandiere storiche

Stendardo medievale del Regno di Croazia (925-1526)
Bandiera del Regno di Croazia sotto la Monarchia Asburgica (1527-1868)
Bandiera del Regno di Slavonia (1748-1868)
Bandiera del Regno di Croazia e Slavonia (1868-1918)
Bandiera della Banovina di Croazia (1939-1941)
Bandiera dello Stato Indipendente di Croazia (1941-1945)
Bandiera della Repubblica Popolare di Croazia (1945-1947)
Bandiera della Repubblica Socialista di Croazia (1947-1990)
Bandiera della Repubblica di Croazia (25 luglio-21 dicembre 1990).
Bandiera alternativa, spesso usata tra i croati al di fuori della Croazia.